# Sclerocactus cloverae
Sclerocactus cloverae är en kaktusväxtart som beskrevs av K.D. Heil och J.M. Porter. Sclerocactus cloverae ingår i släktet Sclerocactus och familjen kaktusväxter.

## Underarter
Arten delas in i följande underarter:
- S. c. brackii
- S. c. cloverae